# 崔相穆
崔相穆（韩语：／ Choe Sangmok */?；1963年6月7日—），大韩民国政治人物，本贯海州崔氏。曾任代理韓國總統、代理國務總理、經濟副總理及企划财政部长官、韩国总统室经济首席秘书、企划财政部第一次官（位同副部長）。

## 早年经历
1963年6月7日出生於韓國首爾。五山高等学校畢業後，1982年進入首爾大學法學院法學系，第二年選擇法學系。1985年通過第29屆行政考試。首爾大學法學院畢業後，在首爾大學公共管理研究生院獲得公共管理碩士學位。

## 教育
- 1979～1982：五山高等学校（朝鲜语：오산고등학교 (서울)）毕业
- 1982～1986：首尔大学法学学士
- 1986～1988：首尔大学研究生院公共管理硕士
- 1992～1996：康奈尔大学研究生院经济学博士

## 副總理時期
2023年12月4日，韓國總統尹錫悅將內閣改組，取代企划财政部、國土交通部等六位部長。據報道，尹錫悅提名崔相穆出任經濟副總理兼任企划财政部长。
在被总统尹錫悅任命为经济副总理兼企划财政部长后，他在新闻发布会上表示，加强稳定民生的努力将是他领导下的最重要任务。他是尹的保守派忠诚者之一，但在2024年公开反对尹的戒严计划。 

## 代總統任期（2024–2025）
2024年12月27日，時任國務總理韩悳洙在彈劾案通過後被停職，同時一併解除其兼任的代理總統職務，由此崔相穆依順位出任代理總統兼代理總理。
2024年12月29日，济州航空2216航班坠毁事件发生，是韩国境内发生的最惨重空难。而此次空难发生于崔相穆就任代理总统仅仅两天后，他为此采取的首要行动之一，就是正式宣布发生灾难的务安郡为特别灾区。此外，他还下令对韩国的飞机操作系统进行紧急审查。
2024年12月31日，崔相穆任命了分别由国会两大政党提名的两位宪法法院法官（趙漢暢、鄭桂先），然而这些任命遭到执政党国民力量党和反对党共同民主党的批评，国民力量党反对由代理总统任命宪法法院法官，而反对党共同民主党推荐的另一名候选人馬恩赫的任命被崔相穆搁置，理由是其提名未获得两党共识；这些任命还导致总统府内与被弹劾总统尹锡悦有关的大量高级官员辞职，总统府人士表示这一举动“超出了临时领导人的权限”，但崔相穆拒绝批准他们的辞呈。与此同时，崔相穆否决了两项特检法法案，这两项法案旨在调查尹锡悦的戒严令及其妻子金建希的腐败指控，他还于2025年1月否决了该法案的修订版本，理由是缺乏两党共识。
2025年1月3日，崔相穆因其在尹锡悦逮捕行动中所扮演的角色而受到批评，共同民主党指责他允许总统警护处阻止高级公职人员犯罪调查处对尹錫悅执行逮捕令妨碍了对尹的逮捕。
2025年2月6日，崔相穆接受国会质询，国会询问关于他收到一份来自尹錫悅的备忘录，该备忘录要求为戒严期间成立的紧急立法机构编制预算。
2025年3月21日，韩国在野党对崔相穆发起弹劾。24日，韓國憲法法院裁定駁回韩悳洙彈劾案，韩悳洙得以復職，崔相穆不再代理總理及總統。

## 代總統任期后
2025年5月1日，國務總理兼代理總統韓悳洙因有意參加總統選舉而辭職，原定崔相穆將於次日零時再次出任代理總理及總統，但当晚在野党共同民主党向国会提交针对他的弹劾动议案，對此他在國會表决之前宣布辭職，国会议长禹元植遂宣布停止該項弹劾动议案的表决。
2025年5月27日，韩国警方以内乱嫌疑为由对崔相穆下达出国禁令。